# Johannes Henricus Brand

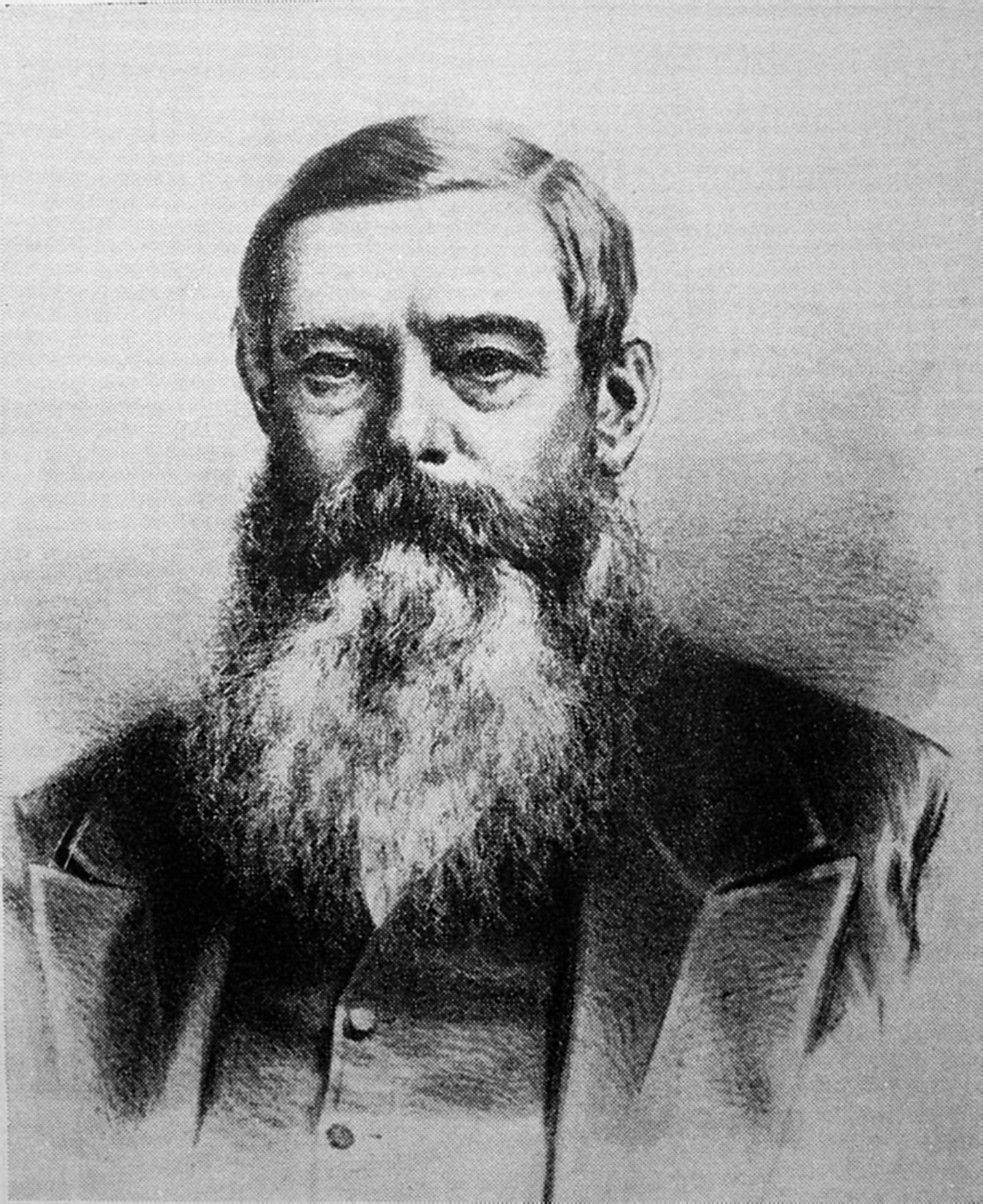
Johannes Henricus Brand

Johannes Henricus Brand (* 6. Dezember 1823 in Kapstadt; † 14. Juli 1888 in Bloemfontein) war ein südafrikanischer Politiker und Präsident des Oranje-Freistaats.

## Leben
Johannes Henricus war der Sohn von Sir Christoffel Brand, Speaker des Abgeordnetenhauses der Kapkolonie. Er besuchte das South African College in Kapstadt, studierte in England und Leiden und promovierte 1845 zum Doktor beider Rechte. Er wurde 1849 in die Anwaltskammer Inner Temple aufgenommen und war bis 1863 als Anwalt in der Kapkolonie tätig. 1851 heiratete er Johanna Sibella Zastron; mit ihr hatte er acht Söhne und drei Töchter. Ab 1858 lehrte er Recht am South African College.
Im Jahr 1863 wurde er zum Präsidenten des seit 1854 unabhängigen Oranje-Freistaats gewählt. 1869, 1874, 1879 und 1884 erreichte er jeweils eine Wiederwahl. 1865 bis 1868 führte er den Seqiti-Krieg gegen die Basotho unter Moshoeshoe I. Im Jahr 1871 wurde ihm die Präsidentschaft von Transvaal angetragen, was die beiden Burenrepubliken vereinigt hätte. Der Volksraad, das Parlament des Oranje-Freistaats, lehnte dies jedoch ab und Brand behielt die freundschaftliche Politik gegenüber Großbritannien bei. Im Dezember 1880 konnte er im Konflikt zwischen Transvaal und Großbritannien erfolgreich vermitteln. 1882 wurde er von Großbritannien mit dem Order of St. Michael and St. George (G.C.M.G.) ausgezeichnet.
Nach Brand wurde 1875 die Stadt Brandfort im Oranje-Freistaat benannt.